# Peter Handford
Peter Handford (Four Elms, 21 de março de 1919 — Wickham Skeith, 6 de novembro de 2007) é um sonoplasta britânico. Venceu o Oscar de melhor mixagem de som na edição de 1986 por Out of Africa, ao lado de Chris Jenkins, Gary Alexander e Larry Stensvold.